# Tierpark Göppingen
Koordinaten: 48° 42′ 52″ N, 9° 38′ 56″ O
Der Kleine Tierpark Göppingen ist ein kleiner Zoo bei Göppingen.

## Gelände
Der Tierpark liegt an der B 297, der Lorcher Straße 99, die nach Bartenbach führt. Er ist etwa 1,5 Hektar groß.

## Geschichte
Der Tierpark ging aus dem 1892 gegründeten Verein „Aquarium Göppingen“ hervor, der zu Beginn des 20. Jahrhunderts auf dem späteren Zoogelände ein Vereinsheim errichtete. 1952 wurden erste Streichelgehege eingerichtet. Zu diesem Zweck wurden zunächst noch Tiere aus Zoohandlungen leihweise übernommen. 1975 wurde der Trägerverein „Tierpark Göppingen e. V.“ ins Vereinsregister eingetragen. Im Dezember 2013 erfolgte die Umbenennung in „Der Kleine Tierpark Göppingen e.V.“ Abgesehen von den Mitgliedsbeiträgen wird der Tiergarten Göppingen nur über die Eintrittsgelder und Spenden finanziert. Der Tierpark ist täglich geöffnet und verfügt über eine Gaststätte, einen Spielplatz und einen Parkplatz.

## Tierbestand
Verschiedene alte europäische Haustierrassen wie Schafe, Ziegen und Esel, aber auch Lamas aus Südamerika sowie andere Tiere aus dem bäuerlichen und häuslichen Umfeld wie die bei Kindern besonders beliebten Meerschweinchen, Kaninchen und Ponys bilden auch heute noch den Kern des über 150 Individuen zählenden Tierbestands. Ergänzt wird dieser durch exotischere Tierarten wie Affen, die zu den ersten Bewohnern im Tierpark Göppingen zählten, Dromedare, Flamingos, Kleinraubtiere, Kronenkraniche oder Zebramangusten.

## Der Tierpark in den Medien
Für „Tatjanas Tiergeschichten“ wurde im Sommer 2007 im Tierpark Göppingen gefilmt. Der Beitrag war am 4. September 2007 im Rahmen der Landesschau zu sehen. Schon 2006 war die Mandrilläffin Ramona, die bei diesen Aufnahmen im Vordergrund stand, in „Olis wilde Welt“ auf dem Kinderkanal zu sehen.